# En flirt
En flirt er en dansk kortfilm fra 2019 instrueret af Zinnini Elkington. Filmen er en midtvejsfilm fra Super16 og vandt i 2020 Robert Prisen for Årets lange fiktion/animation.

## Handling
Journalisten Eva trives med den vidtløftige stemning på avisen Borgeren, og stiller sig uforstående, da praktikanten Nikoline føler sig generet af tilnærmelser fra en overordnet. Da Eva indlader sig på en flirt med avisens nye direktør, får det imidlertid drastiske konsekvenser, og hun må kæmpe hårdt for at bevare både sit selvbillede og sin position på avisen.

## Medvirkende
- Marie Bach Hansen
- Niels Olsen
- Adam Ild Rohweder
- Emma Sehested Høeg